# Rio Coxim
O rio Coxim é um curso de água que banha o estado de Mato Grosso do Sul, Brasil. Sendo um afluente da margem esquerda do rio Taquari, juntando-se a esse na altura da cidade de Coxim.